# Le Péril jeune
Le Péril jeune és una pel·lícula francesa dirigida per Cédric Klapisch i estrenada el 1994, primer a la televisió després als cinemes. Sovint es considera una pel·lícula de culte de la dècada de 1990.
La pel·lícula tracta sobre quatre amics que van estar junts l'últim any del curs a la primavera de 1975 i que, cinc anys després, es retroben per al naixement de la dona de Tomasi. Aquest últim, cinquè membre de la banda, va morir unes setmanes abans d'una sobredosi. És una oportunitat per a ells de recordar records dels seus anys de batxillerat, amb un teló de fons de revolta estudiantil, drogues, amor i rock.

## Argument
Els quatre amics recorden els anys de l'institut de Montesquieu. Recorden que en Tomasi va conèixer la seva futura dona, Sophie, que aleshores estava a segon de primària. El grup es vol polititzar i forma el G.A.G (Groupe Anarchie Dure). Durant una sessió esportiva, Tomasi s'enfila a un tauler de bàsquet per divertir la galeria i, imitant el personatge de l'oncle boig de la pel·lícula de Federico Fellini Amarcord, crida repetidament, en italià, que vol una dona. El censor, Moroni, intervé i li fa un avís. Al pati, l'estudiant de secundària inicia una lluita de pomes per diversió. Jean-Louis, el germà de Léon, supervisor, els diu que s'aturin i els fa una conferència esmentant la fam a Bangla Desh. En Tomasi es riu d'ell. Aleshores, una estudiant, la Barbara arriba de Londres per dirigir la classe d'anglès. És molt maca i els nois cauen sota el seu encant. Seguidament assistim a una assemblea general, on el grup G.A.G. s'oposa als organitzadors.

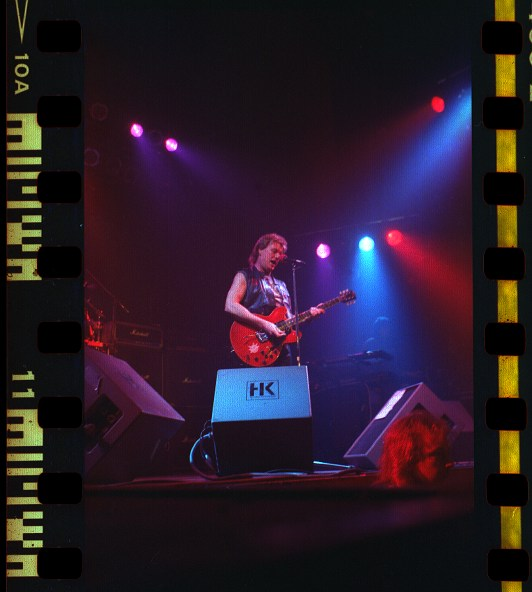
Alvin Lee en concert a Berlín amb Ten Years After al Metropol el desembre de 1990.

Chabert, a la seva habitació, comença a revisar la seva prova d'Història. Fa una pausa durant la qual simula jugar a bàsquet, futbol i després agafa una raqueta de bàdminton per imitar un partit de tennis. Zareba també repassa a la seva sala d'estar. El seu pare forner és mut i vol que ajudi a la fleca. Ell es nega. A la família de Léon, assistim a un dinar familiar on discuteix amb el seu germà sobre el Maig del 68 i la lluita de classes. Quan Léon pregunta al seu germà quina és la veritable definició de la lluita de classes, se'n riu. En Bruno, per la seva banda, practica la guitarra i, creient que ha trobat alguns acords, comença a escoltar un disc de Ten Years After. S'adona de la bretxa que hi ha entre ell i el guitarrista de la banda, Alvin Lee. En Tomasi truca al Bruno i ell proposa que vagin a comprar drogues. Van a Barbès i coneixen la Jo, una narcotraficant una mica mística. Van a un bar hippie i la Jo els comença a parlar sobre l'Índia, Katmandú i la filosofia. En Tomasi i en Bruno s'estan impacientant, els distribuïdors els regalen una mica de pols. El 1981 a l'hospital, Bruno es va aïllar al lavabo per plorar.
La pel·lícula torna al 1975, durant un curs de batxillerat C biologia; el grup G.A.G recorre les classes per una manifestació contra l'atur, després van a la classe d'anglès de la Bàrbara. Un altre grup informarà els alumnes de sisè durant una classe de música. A la tarda, l'escola es prepara per a la manifestació. La processó va a la plaça de la República. El grup d'amics canta. Arriba la policia i comença a carregar amb bombolles de gasos lacrimògens. Els manifestants fugen al metro. La colla es troba en un parc. Chabert explica les seves gestes i Marie comença a burlar-se d'ell. Chabert, molest, torça el braç de Marie i se'n va, enfadat. Tomasi i la Sophie es troben i parlen sols. Chabert torna, aconsella a Marie que s'afaiti el bigoti i se'n va, molesta.
Zareba va a Christine, creient que és una noia fàcil i és rebutjat. Assistim a una classe de biologia on s'emet un naixement filmat. La classe és bulliciosa. Aleshores, en Bruno demana a la Bàrbara que li ensenyi anglès perquè pugui cantar les seves cançons preferides. Ella accepta i s'ofereix a venir a casa seva. Bruno hi va amb en Tomasi. Resulta que viu en una squat hippie. Durant la nit, en Bruno dorm amb la Barbara.
Arriben tard a classe de matemàtiques, fan una prova i la mestra, una mica hippie, intenta relaxar-los fent-los estirar a terra. Quan acaba l'exercici, en Bruno i en Tomasi es queden adormits. La colla es reuneix al cafè i discuteix el dia abans i el fet que Bruno surt amb Barbara. El propietari vol que la colla faci una consumició. Tomasi l'insulta i són expulsats. Durant la classe d'anglès, en Chabert i en Léon comencen a destrossar en Bruno. En acabar la classe, en Bruno fa un petó a la Bàrbara. Aleshores, els amics es troben fora i parlen del seu futur d'aquí a deu anys. Es veuen obrint un restaurant. Chabert s'imagina en Tomasi fumant porros en una plaça, en Tomasi es veu treballant en un circ, en Zareba no vol treballar en una fleca i en Chabert vol ser campió del món.
Es tornen a trobar l'any 1980 i fan balanç: la Momo treballa en un despatx, l'Alain és fisioterapeuta, el Bruno és advocat i el Léon és arquitecte.
La història torna a l'any 1975: la colla és convidada a menjar per Gérard, el líder okupa. En acabar l'àpat, Gérard ofereix a tothom un àcid. Zareba es troba a la banyera fent un viatge. Tomasi i Léon es burlen d'ell. Bruno i Barbara es troben al llit. Mentrestant, part dels okupes està fent una orgia. En Tomasi i en Léon volen marxar. Chabert es diverteix llançant la seva pilota contra la paret, cosa que molesta en Tomasi que li diu que s'aturi; es barallen. Barbara intervé per separar-los. En Tomasi dorm amb ella quan Bruno els veu. A la tornada, la colla es baralla. En Bruno està molt enfadat amb en Tomasi.
Després ve el consell de classe. La professora de biologia vol que Chabert vagi a veure el psicòleg de l'escola i el consell de classe li diu que es mostri a l'examen. Per als seus professors, Léon té instal·lacions. Quan arriba el cas d'en Tomasi, que només té qualificacions de matemàtiques, es decideix que ha de presentar-se a l'examen i que la propera vegada que el suspengui serà expulsat.
En sortir del consell, Léon acompanya Christine. Parlen i Christine s'ofereix a pujar als terrats amb ella. Es fan a un costat i sentim que a Christine li agradaria que Léon la besés. No passa res. La pel·lícula torna al 1980 al vestíbul de l'hospital, Léon confia la seva inquietud en aquell moment, els nois comenten els fets i s'adonen que s'estaven mentint entre ells sobre les noies (Chabert, a l'inici de la reunió, afirma que va dormir amb Christine, que és fals).
La pel·lícula torna al 1975, veiem la Barbara preparant les seves coses amb Bruno al seu costat. Se'n va enfadat. Mentre estudia, en Bruno es veu pertorbat per la seva germana que està escoltant Love me baby de Sheila. Visita Zareba, que no pot alliberar-se perquè treballa amb el seu pare a la fleca. Bruno truca a Léon que li diu que no el pot veure perquè Mao, president de la Xina, ha mort. Truca en Tomasi que l'insta a unir-se a la Bàrbara. Els dos joves arriben massa tard a l'okupació. Gérard està preparant una injecció d'heroïna i els convida a quedar-se. Tomasi es queda i Bruno torna a casa. Descontent, decideix fer les maletes i marxar. La pel·lícula torna al 1980, a la sala de l'hospital. El Bruno explica, per primera vegada, que va arribar mitja hora després de la sortida del tren, que no va tornar a veure la Barbara fins dos anys després, però que tots dos havien canviat.
Al juny de 1975, en Tomasi es va traslladar a l'okupa i es torna cada cop més addicte a les drogues, malgrat les advertències del Bruno. Decideix no fer més el batxillerat i anar a la costa a tocar la guitarra en un club. Tomasi es troba sol. Va a l'escola, és renyat per Moroni perquè fa tard. Demana constantment als seus amics, que estan jugant a un joc del milió. Els seus amics es neguen, ell s'enfada. És la ruptura. Tomasi vaga per l'escola desesperat, després va a l'alberg i comença a destruir-ho tot. Jean-Louis, el supervisor, l’enxampa i Moroni l'expulsa. La colla torna a la feina, només la Sophie s'uneix a Tomasi. La pel·lícula torna a l'any 1980, a la sala de l'hospital, els quatre amics senten remordiments i es diuen que han decepcionat el seu amic. Van al llit del fill de Sophie i Tomasi. Esclaten a plorar. Quan surtin de l'hospital, prometen mantenir-se en contacte i anar a prendre un cafè.
La pel·lícula acaba amb un pla en petit angle de Tomasi somrient a la càmera, els cabells bufant al vent, després veiem que deixa de somriure, tanca els ulls i es desploma, imitant així la seva mort.

## Repartiment
- Romain Duris : Tomasi
- Vincent Elbaz : Alain Chabert
- Nicolas Koretzky : Maurice « Momo » Zareba
- Julien Lambroschini : Bruno Tourette
- Joachim Lombard : Léon Rouvel
- Julie-Anne Roth: Marie, amiga polititzada
- Hélène de Fougerolles: Christine
- Élodie Bouchez: Sophie, estudiant de segon de primària i futura esposa de Tomasi
- Lisa Faulkner: Barbara, l'estudiant de Londres
- Caroline Damiens: Nora
- Coco Bouiller: Félicité, l'estudiant de secundària del cafè i amiga de Sophie
- Eric Andreini: Thierry
- Jackie Berroyer: Jo el distribuïdor de Barbès
- Jacques Marchand: Moroni, el director de l'institut
- Christine Sandre: la professora d'anglès
- Nathalie Krebs: la professora de filosofia
- François Toumarkine: el professor d'història-geografia
- Hélène Médigue: la professora de biologia
- Bernard Bolzinger: el professor d'esports
- Alain Guillo: el professor de matemàtiques
- Hugo Reyne: el professor de música
- Gerard Dallais: el professor “no-no”.
- Jean-Claude Poulain: pare de Momo
- Jacqueline Mouret: mare de Momo
- Hélène Laroche: germana de la Momo
- Michelle Rebot: mare d'Alain
- Laurence Roy: la mare de Bruno
- Mélanie Fréjean: germana de Bruno
- Christine Thery: mare de Léon
- Fred Ulysse: pare de Léon
- Alain Jarrige: Jean-Louis Rouvel, germà de Léon
- Zinedine Soualem: hippie
- Antoine Chappey: un okupe
- Jean-Michel Dagory: Gérard un okupe
- Renée Le Calm: la clienta de la fleca
- Marina Tomé: okupa
- Caroline Proust: hippie

## Producció

### Gènesi i desenvolupament
Le Péril Jeune és originalment una pel·lícula de televisió per al canal Arte com a part d'un encàrrec per a Les Années Lycée, que segueix una altra col·lecció que havia tingut un gran èxit, Tous les garçons et les filles de leur âge. L'èxit de Péril Jeune va permetre que s'estrenés al cinema l'any 1995 645.639 entrades.
Alguns dels telefilms de la col·lecció Les Années Lycée tenen un escenari i uns protagonistes comuns. Així, l'institut (imaginari) de Montesquieu serveix de teatre als actes de Péril Jeune, però també d' Un Air de Liberté, Sa Vie à Elle i Attention Fragile. Així mateix, alguns personatges també apareixen d'una pel·lícula a una altra. Així, entre els personatges secundaris de Péril Jeune, trobem especialment Jean-Louis Rouvel, germà gran d'un dels herois, que va ser el protagonista d'Un Air de Liberté, una telefilm dirigida per Éric Barbier (que ell mateix fa un petit paper a Le Péril Jeune).

### Distribució de papers
Aquesta pel·lícula ofereix un primer paper important a diversos actors destinats a una gran carrera, en particular Romain Duris, Vincent Elbaz, Elodie Bouchez, Hélène de Fougerolles i Julie- Anne Roth. Per a Duris, el seu paper de Tomasi va marcar de manera duradora l'inici de la seva carrera amb papers de joves rebels o forasters durant la segona meitat de la dècada de 1990.
Habitual per a les breus aparicions a les seves pel·lícules, Cédric Klapisch signa un cameo en aquesta pel·lícula en el paper del jove pare que surt de la maternitat.

### Rodatge
La pel·lícula està totalment rodada a París. Les escenes exteriors de l'institut es filmen a rue Belliard al 18è districte de París. Les escenes es filmen a la Place de la République al 3r districte així com al parc des Buttes-Chaumont al 19è.
Quan Léon i Christine caminen cap al seu apartament, l'escena es roda al rue Sibuet 24, al 12{è districte. L'escena del rooftop es filma al número 72 de l'avenue de Flandre, al 19è.
Quan en Bruno corre per unir-se a la Barbara, l'escena es roda a la rue de l'Ourcq, al 19è.
La penúltima escena de la pel·lícula de sortir de la maternitat es filma a l'entrada de l'Hospital Saint-Louis situat a la Place du Docteur-Alfred-Fournier al 10è districte. El grup de joves entra llavors a la rue Bichat.

### Música
La pel·lícula inclou una sèrie de cançons de culte de finals dels anys 1960 i principis dels 1970: Jimi Hendrix (1983... (A Merman I should turn to be), If 6 was 9 i The Wind Cries Mary), Ten Years After (I'm Going Home), Pink Floyd (Echoes), Steppenwolf (Born To Be Wild), Janis Joplin (Move Over) o Stone et Charden (Il y a du soleil sur la France).

## Recepció crítica
- Per Libération, Le Péril jeune és una pel·lícula força convencional i "correspon a una versió avui ortodoxa i acceptada del post-68".[7]
- Per Télérama, la pel·lícula és més que una "pel·lícula de col·legues" ; és una història « divertida » feta de « res de res ».[8]

## Distincions
- Festival de Cinema d'Humor de Chamrousse 1994 : Gran premi.[9]
- Festival de Cinema de París 1994 : Premi del públic.
- FIPA d'or 1994.